# Phalaenopsis kunstleri
Phalaenopsis kunstleri (можливі українські назви:Фаленопсис Кунстлера, або Фаленопсис кунстлері) - епіфітна трав'яниста рослина родини орхідні.
Вид не має усталеної української назви, в україномовних джерелах використовується наукова назва Phalaenopsis kunstleri.

## Синоніми
- Phalaenopsis fuscata var kunstleri
- Polychilos kunstleri (Hook.f.) PSShim 1982

## Біологічний опис
Моноподіальний епіфіт середнього розміру. 
Стебло укорочене, приховане основами листя. Коріння довге, звивисте, гладке. Листя 2-4, блискуче, епіфітне, товсте, подовжено-овальне, завдовжки 10-25 см, шириною 4-8 см. 
 Квітконіс довжиною 20-45 см. 
 Квіти щільні, без запаху, діаметром від 3,5 до 4 см. Пелюстки жовті, іноді жовто-зелені з широким довгим коричневим плямою біля основи. Губа жовта з однією або двома коричневими смужками по краях.

## Ареал, екологічні особливості
Малайзія, Бірма 
 Дві популяції цього виду віддалених один від одного на 2000 кілометрів. Клімат в місцях зростання помітно різниться. Клімат Бірми відрізняється сухими зимами, і нижчими середньорічними температурами. 

Росте у вологих лісах на невеликих підвищеннях. Сезон цвітіння - літо.

## Історія опису
Вид отримав свою назву на честь першовідкривача - Германа де Кунстлера, професійного збирача і колекціонера орхідей, який виявив рослину в кінці XIX століття в Пераку.

## У культурі
Температурна група - тепла. Для нормального цвітіння обов'язковий перепад температур день/ніч в 5-8°С.
Вимоги до світу: 1000-1200 FC, 10760-12912 lx.
Відносна вологість повітря 65-80%.
Загальна інформація про агротехніку у статті Фаленопсис.
Справжні Phalaenopsis kunstleri рідкісні в культурі, під цією назвою часто продаються клони Phalaenopsis fuscata.

## Первиннігібриди(грекси)
- Asiani - corningiana х kunstleri (Atmo Kolopaking) 1985
- Childhood Dream - aphrodite х kunstleri (Paul Lippold) 2003
- Koodoo - venosa х kunstleri (Hou Tse Liu) 1996